# 아계 이산해유품
아계 이산해유품(鵝溪 李山海遺品)은 대한민국 충청남도 예산군, 한산 이씨 아계공파 종회에서 소장하고 있는 초서족자 1점, 문집 책판 224장, 초서 병풍목판 6장으로 구성되어 있다. 2009년 1월 20일 충청남도 유형문화재 제198호로 지정되었다.

## 개요
초서족자 1점, 문집책판 224장, 초서 병풍목판 6장이 지정되어 있다.
아계 이산해의 친필 초서 족자는 당나라 이상은의 시 〈聽鼓〉를 초서로 썼으며 아계 이산해의 활달한 초서 필치를 연구하는데 귀한 자료이며 보관상태가 양호하다.
문집책판은 기성록 63장, 아계집 46장, 아계유고후집 21장, 석루집 63장, 석루문집 25장 등 224장으로 기성록은 이산해가 1592년 이후 3년간 강원도 기성으로 유배되어 있는 동안 지은 시문을 판각한 것이다.
초서 병풍목판은 이산해가 도연명의 〈귀거래사〉를 초서로 쓴 것을 판각한 것으로 보존상태가 양호하고 초서 연구의 중요한 자료이며 서예사적으로도 의미가 크고 완질이 남아 있다.

## 같이 보기
- 이산해

## 참고 자료
- 아계 이산해유품 - 국가유산청 국가유산포털